# Мартисер
Мартисе́р (фр. Martisserre, окс. Martissèrra) — коммуна во Франции, находится в регионе Юг — Пиренеи. Департамент — Верхняя Гаронна. Входит в состав кантона Л’Иль-ан-Додон. Округ коммуны — Сен-Годенс.
Код INSEE коммуны — 31322.

## География
Коммуна расположена приблизительно в 620 км к югу от Парижа, в 55 км к юго-западу от Тулузы.

## Климат
Климат умеренно-океанический. Зима мягкая и снежная, весна характеризуется сильными дождями и грозами, лето сухое и жаркое, осень солнечная. Преобладают сильные юго-восточные и северо-западные ветры.

## Население
Население коммуны на 2010 год составляло 60 человек.
| 1962 | 1968 | 1975 | 1982 | 1990 | 1999 | 2010 |
| ---- | ---- | ---- | ---- | ---- | ---- | ---- |
| 101  | 82   | 57   | 54   | 61   | 56   | 60   |

## Экономика
В 2010 году среди 43 человек трудоспособного возраста (15—64 лет) 28 были экономически активными, 15 — неактивными (показатель активности — 65,1 %, в 1999 году было 66,7 %). Из 28 активных жителей работали 24 человека (11 мужчин и 13 женщин), безработных было 4 (2 мужчин и 2 женщины). Среди 15 неактивных 3 человека были учениками или студентами, 7 — пенсионерами, 5 были неактивными по другим причинам.